# Glen Rock (Pennsilvània)
Glen Rock és una població dels Estats Units a l'estat de Pennsilvània. Segons el cens del 2000 tenia 1.809 habitants.

## Demografia
Segons el cens del 2000, Glen Rock tenia 1.809 habitants, 708 habitatges, i 506 famílies. La densitat de població era de 907,1 habitants per quilòmetre quadrat.
Dels 708 habitatges en un 38,7% hi vivien nens de menys de 18 anys, en un 55,4% hi vivien parelles casades, en un 11% dones solteres, i en un 28,5% no eren unitats familiars. En el 23,7% dels habitatges hi vivien persones soles el 9% de les quals corresponia a persones de 65 anys o més que vivien soles. El nombre mitjà de persones vivint en cada habitatge era de 2,56 i el nombre mitjà de persones que vivien en cada família era de 3,04.
Per edats la població es repartia de la següent manera: un 29% tenia menys de 18 anys, un 6,7% entre 18 i 24, un 33,9% entre 25 i 44, un 19,2% de 45 a 60 i un 11,2% 65 anys o més.
L'edat mediana era de 35 anys. Per cada 100 dones de 18 o més anys hi havia 96,5 homes.
La renda mediana per habitatge era de 41.188 $ i la renda mediana per família de 50.865 $. Els homes tenien una renda mediana de 33.571 $ mentre que les dones 27.067 $. La renda per capita de la població era de 19.076 $. Entorn del 6,3% de les famílies i el 8,7% de la població estaven per davall del llindar de pobresa.

## Poblacions més properes
El següent diagrama mostra les poblacions més properes.